# Хухрев, Николай Васильевич
Николай Васильевич Хухрев (1908 год, Москва — 4 февраля 1997 года, Константиново, Домодедовский район, Московская область) — советский партийный деятель, директор совхоза «Константиново» Подольского района Московской области. Герой Социалистического Труда (1966).

## Биография
Родился в 1908 году в рабочей семье в Москве. В 1930-е годы работал партийным работником в Московской области. Во время Великой Отечественной войны был первым секретарём Куровского райкома ВКП(б). После войны — первый секретарь Верейского райкома ВКП(б). Позднее был назначен директором свиноводческого совхоза «Константиново», который занимался племенной работой по селекции свиней белой породы.
Вывел совхоз в число передовых сельскохозяйственных предприятий Московской области. В 1965 году совхоз получил от продажи 4845 голов племенных свиней доход в размере 383 тысячи рублей. Под руководством Николая Хухрева в совхозе были построены газопровод, объекты производственной, социальной и культурной инфраструктуры. На начало 1966 года поголовье совхозного крупного рогатого скота составляло 1592 головы. Указом Президиума Верховного Совета СССР от 22 марта 1966 года «за достигнутые успехи в развитии животноводства, увеличении производства и заготовок мяса, молока, яиц, шерсти и другой продукции» удостоен звания Героя Социалистического Труда с вручением ордена Ленина и золотой медали «Серп и Молот».
После выхода на пенсию проживал в селе Константиново Домодедовского района. Скончался в 1997 году.
Награды
- Герой Социалистического Труда
- Орден Ленина
- Орден Октябрьской Революции (08.04.1971)
- Орден Отечественной войны 2 степени (01.02.1945)